# Крсто Пејкић
Крсто (Христофор) Пејкић (1665—1731) био је католички свештеник из Ћипроваца.
Рођен је у Ћипровцима 1665. После Ћипровског устанка избегао је на територију Хабзбуршке монархије, где ће деловати до краја живота. Његове биографије су написали Љубомир Милетић, Еузебије Ферменџин, Божидар Пејчев и Јосип Турчиновић. Аутор је трију књига. У Бугарској се сматра најобразованијим Бугарином 18. века.
Године 1716. објавио је у Венецији дело „Зарцало истине мед царкве источне и западне“. Штампано је западном ћирилицом, познатом и као „босанчица“. На почетку књиге се жали што се о разликама између православне и католичке цркве много писало на латинском и грчком, а никада не на српском језику: „Колико год пути прошаста восточне цркве слава, и садашње бедство њено на памет ми дођу, немогу да се од најгрознији удржим суза. А што ме јошт већма на плач натерује, то је то, што кад су толики високоучени а благоговејни мужеви противу казаног Грчког одцепљенија небројена дела Грчким, или Латинским језиком списали, ни један ex proffesso са Србски слови и на Србском језику ништа ни у најмањој књижици написано није“. У препису овог дела из 1730. на глагољици на чакавском наречју који је израдио Марко Кузмичевић пише следеће:
ZRCALO OD JISTINE MEJU CARKVE ISTOČNE I ZAPADNE PO GOSPODINU DON KARSTII PEKIĆU [!] OD ĆIPROVAC, KANONIKU PEIUNSKOMU [!].
A SADA PREPISANO ČISTO I RAZBORITO IZ SARPSKOGA U SLOVINSKI PO .P.O.F. MARKO KUZMIČEVIĆU ZADRANINU TRETOGA REDA .S. O. FRANCISKA
Ово своје Пејкић је превео и на латински језик под следећим насловом: Peichich Christophori speculum veritatis inter Orientalem et Occid. Ecclesias refulgens, in quo separationis ecclesiae Graecae a Latina brevis habetur recensio. Composita olim Illyrice per eundem, nunc ab eodem auctum latineque exaratum Venetiis 1725.
Године 1727. објавио је на латинском језику у Трнави (некадашња Горња Угарска, данас Словачка) капитално дело, уперено против мухамеданства, под насловом „Mohametanus dogmatice et catechetice in Lege Christi alcorano Sufragante instructus“. У предговору књиге Пејкић позива светоримског цара Карла VI да продужи борбу против Турака. Године 1730. штампао је догматско дело „Concordia orthodoxum partum orientalium et occidentalium in eadem veritate...“ у Трнави, где су следеће године изашла његова сабрана дела на латинском језику
Позната су три његова дела на латинском језику, која су и касније издавана.
1. Mahometanus dogmatice et cathechetice in lege Christi alcorano suffragante instructus. Tyrnaviae, 1717.
2. Speculum veritatis inter orientalem et occidentalem ecclesias refulgens, in quo separationis ecclesiae graecae alatina brevis habetur recensio. Item in fine opusculi catholica veritas, scripturae sacrae, & sanctorum patrum, orientalium praesertim, testimonio roboratur. Venetiis, 1725. (3. изд. Nagyszombat, 1730). Књига је последњи пут издата 2011. у Сједињеним Америчким Државама (Published by Nabu Press, United States, 2011)
3. Concordia orthodoxorum patrum orientalium veritas, scripturae sacrae, & sanctorum patrum, orientalium praesertim, testimonio roboratur. Venetiis, 1725. (3. изд. Nagyszombat, 1730).
4. Concordia orthodoxorum patrum orientalium utroque, adamussim convenientium; ex commentariis Gennadij patriarchae excerpta, et additae quaedam regulae huic loco maxime deservientes. Tyrnaviae, 1730. (2. изд.).